# Campionato italiano di beach volley
Il Campionato italiano di beach volley è una manifestazione sportiva annuale e nazionale organizzata in Italia dalla Federazione Italiana Pallavolo (FIPAV). È il massimo circuito nazionale della disciplina.

## Struttura
È articolato su tornei di più livelli che permettono di accumulare punti utili alla classifica generale: 
- campionato italiano assoluto
- campionato italiano Under-20
- campionato italiano Under-18

## Campionato italiano assoluto 2007
Il campionato italiano 2007 di beach volley, che ha Skipper e Gazzetta dello sport come main promoter, si disputa in 6 tappe.
- Nella prima tappa di San Benedetto del Tronto vincono Ribeiro Hollanda-Ramos davanti a Giogoli-Bellucci per 2-0 (21-10, 21-12). Salgono sul 3º gradino del podio Chiavaro-Mazzulla.
- Nella seconda tappa a Cagliari, vincono Ribeiro Hollanda-Ramos su Fanella-Campanari per 2-1 (21-18, 11-21, 15-13). Conquistano il terzo posto Casuscelli-Reniero.
- Nella terza tappa di Cattolica - Rimini salgono sul 1º gradino del podio Gioria-Momoli davanti a Ribeiro Hollanda-Remos vincendo l'incontro 2-0 (24-22, 22-20). Il 3º gradino del podio va a Perrotta-Gattelli.
- La quarta tappa di Vasto è stata vinta da Ribeiro Hollanda-Ramos su Gioria-Momoli. Sale sul 3º gradino del podio la coppia Chiavaro-Mazzulla.
- La quinta tappa di Ostia, valida per l'assegnazione del titolo, vede per la prima volta laurearsi campionesse d'Italia la coppia Gioria-Momoli, che batte in finale Fanella-Campanari per 2-0 (21-17, 21-18). Tonon-Lunardi conquistano il 3º posto vincendo per 2-1 (21-12, 19-21, 15-7) su Casuscelli-Reniero.

## Campionato italiano assoluto 2008
Il campionato italiano 2008 di beach volley, che ha Skipper e Gazzetta dello sport come main promoter, si disputa in 5 tappe.
- Nella prima tappa di Rimini vincono Ribeiro Hollanda-Saldan davanti a Lunardi-Bruschini per 2-0 (21-19, 21-12). Salgono sul 3º gradino del podio Chiavaro-Malerba.
- Nella seconda tappa a Riva del Garda - Trento, vincono Perrotta-Gattelli su Gioria-Momoli. Conquistano il terzo posto Rosso-Bacchi.
- Nella terza tappa di Vieste salgono sul 1º gradino del podio Perrotta-Gattelli davanti a Ribeiro Hollanda-Saldan vincendo l'incontro 2-0 (21-12, 21-12). Il 3º gradino del podio va a Chiavaro-Malerba.
- La quarta tappa di San Benedetto del Tronto viene vinta da Perrotta-Gattelli su Ribeiro Hollanda-Saldan per 2-1 (21-17, 9-21, 15-12). Il terzo posto è conquistato da Chiavaro-Malerba.
- La quinta ed ultima tappa, valida per l'assegnazione del titolo, è stata vinta da Perrotta-Gattelli che si sono laureate per la terza volta campionesse d'Italia battendo 2-0 (21-16, 21-14) Chiavaro-Malerba in finale. Sale sul 3º gradino del podio la coppia Gioria-Momoli che batte per 2-1 (14-21, 24-22, 15-8) Rosso-Bacchi.

## Campionato italiano assoluto 2009
Il campionato italiano 2009 di beach volley, che ha Skipper e Ford come main promoter, si disputa in 5 tappe.
- Nella prima tappa di Pescara vincono Chiavaro-Malerba davanti a Cicolari-Menegatti per 2-0 (21-16, 21-19). Salgono sul 3º gradino del podio Rosso-Costagrande.
- Nella seconda tappa a San Cataldo - Lecce, vincono Ribeiro Hollanda - Rodrig su Giogoli - Mifkova per 2-1 (19-21, 21-14, 15-9). Conquistano il terzo posto Costagrande-Rosso.
- Nella terza tappa di Ostia salgono sul 1º gradino del podio Cella-Lunardi davanti a Fanella-Campanari vincendo l'incontro 2-1 (18-21, 25-23, 15-8).
- La quarta tappa di Termoli viene vinta da Cicolari-Menegatti su Chiavaro-Malerba per 2-0 (21-16, 21-15). Il terzo posto è conquistato da Rodrigues - Ribeiro Hollanda.
- La quinta ed ultima tappa, valida per l'assegnazione del titolo, è stata vinta da Cicolari-Menegatti che si sono laureate per la prima volta campionesse d'Italia battendo 2-0 (21-13, 21-17) Gioria-Momoli in finale. Sale sul 3º gradino del podio la coppia Fanella-Campanari che batte per 2-0 (24-22, 21-17) Rosso-Bacchi.

## Campionato italiano assoluto 2010
Il campionato italiano 2010 di beach volley, che ha NGM come main promoter, si disputa in 7 tappe.
- Nella prima tappa di Pescara vincono Gioria-Momoli davanti a Fanella-Campanari per 2-0 (22-20, 21-19). Salgono sul 3º gradino del podio Malerba-Lo Re.
- Nella seconda tappa a Maratea, vincono Gioria-Momoli su Mazzulla-Chiavaro per 2-0 (21-15, 21-10). Conquistano il terzo posto Fanella-Campanari.
- Nella terza tappa di Milano salgono sul 1º gradino del podio Fanella-Campanari, 2º posto per Cella-Rosso. Il 3º gradino del podio va a Mazzulla-Chiavaro.
- La quarta tappa disputata a Cagliari vede salire sul più alto gradino del podio la coppia azzurra Cicolari-Menegatti davanti all'altra coppia azzurra Cella-Rosso vincendo 2-0 (23-21, 21-16). Salgono sul 3º gradino del podio Mazzulla-Chiavaro.
- La quinta tappa giocata a Benevento vede vincitrici per la seconda volta in questa stagione Fanella-Campanari che battono in finale 2-0 (21-15, 21-18) Giogoli-Florio. 3º gradino del podio per Mazzulla-Chiavaro.
- La sesta tappa del campionato si gioca a Cesenatico dove Cicolari-Menegatti battono in finale Fanella-Campanari per 2-0 (21-19, 21-18). 3º posto per l'inedita coppia Momoli-Labee.
- La settima tappa del campionato si gioca a Lecce, Fanella-Campanari salgono per la terza volta in questa stagione sul gradino più alto del podio, battendo in finale per 2-0 (21-14, 21-16) Pini-Bulgarelli. Terzo posto per le italiane Cella-Rosso.
- L'ottava e ultima tappa del campionato, valida per l'assegnazione del titolo Campionesse d'Italia 2010, viene disputata a San Salvo con diverse sorprese:

mancano le coppie della Nazionale Italiana impegnate al Grand Slam di Stare Jablonky, dove Cicolari-Menegatti bissano il miglior risultato stagionale (9º posto così come al Grand Slam di Roma) e Cella-Rosso centrano per la prima volta nella loro carriera la qualificazione ad un Main Draw, terminando 17°.
Giulia Momoli è privata della storica compagna di gioco Daniela Gioria (con la quale aveva vinto il titolo nel 2007), costretta ad un riposo forzato vista la frattura riportata al mignolo al Grand Slam di Gstaad. Partecipa quindi con Lucia Bacchi, godendo del primo posto nella lista d'entrata di tappa.
Sono Fanella-Campanari e Momoli-Bacchi le prime due coppie semifinaliste dell'atto conclusivo femminile del Ngm Campionato Italiano Assoluto di beach volley. Le due squadre hanno guadagnato l'accesso alle semifinali in virtù dell'ultimo successo di giornata ottenuto nel terzo turno del tabellone vincenti. Fanella-Campanari, già vincitrici di tre tappe quest'anno, hanno avuto ragione di Mazzulla – Lo Re con il punteggio di 2-0 (21-17, 21-17), mentre Momoli-Bacchi hanno vinto 2-1 (21-19, 18-21, 15-6) contro  Chiavaro-Malerba in un match molto combattuto. Sono
Silvia Fanella e Barbara Campanari si laureano campionesse nazionali di beach volley 2010.
Nella finale per il 1º-2º posto Fanella-Campanari si sono imposte in rimonta con il punteggio di 2-1 (18-21, 21-14, 15-2) su Nellina Mazzulla e Graziella Lo Re in una gara molto combattuta nei primi due parziali. Per Silvia e Barbara si tratta del primo titolo nazionale in carriera.
Sul gradino più basso del podio sono salite Momoli-Bacchi che nella finale di consolazione hanno battuto 2-0 (21-17, 21-14) Margherita Chiavaro e Manuela Malerba.

## Campionato italiano assoluto 2022
Gli appuntamenti del Campionato Italiano Assoluto:
- 10-12 giugno, Albissola Marina (SV)
- 8-10 luglio, Montesilvano (PE)
- 15-17 luglio, Beinasco (TO)
- 12-14 agosto, Cordenons (PN)
- 26-28 agosto, Catania

Gli appuntamenti del Campionato Italiano Assoluto “GOLD”:
- 29-31 luglio, Termoli (CB)
- 24-26 giugno, Bellaria Igea Marina (RN)
- 2-4 settembre, Caorle (VE)

## Albo d'oro
| Anno | Femminile         | Femminile              | Maschile          | Maschile                   |
| Anno | Sede finali       | Vincitrici             | Sede finali       | Vincitori                  |
| ---- | ----------------- | ---------------------- | ----------------- | -------------------------- |
| 1994 | Cesenatico        | Bruschini - De Marinis | Cesenatico        | Ghiurghi - Lequaglie       |
| 1995 | Cervia            | Parenzan - Perrotta    | Cervia            | Fracascia-Masciarelli      |
| 1996 | Roma              | Solazzi - Turetta      | Cervia            | Conte - Sanguanini         |
| 1997 | Barletta          | Gattelli - Perrotta    | Cervia            | Rigo - Marino              |
| 1998 | Porto San Giorgio | Bruschini - Solazzi    | Cervia            | Rigo - Marino              |
| 1999 | Marina di Ravenna | Bruschini - Solazzi    | Marina di Ravenna | Lequaglie - Mascagna       |
| 2000 | Catania           | Del Core - De Marinis  | Catania           | Cordovana - Mascagna       |
| 2001 | Cesenatico        | Bruschini - Solazzi    | Jesolo            | Raffaelli - Pimponi        |
| 2002 | Cagliari          | Bruschini - Solazzi    | Jesolo            | Fenili - Galli             |
| 2003 | Cagliari          | Chiavaro - Malerba     | Jesolo            | Ghiurghi - Mascagna        |
| 2004 | Rimini            | Bruschini - Solazzi    | Jesolo            | Lione - Varnier            |
| 2005 | Sottomarina       | Bruschini - Lunardi    | Jesolo            | Lione-Varnier              |
| 2006 | Lido di Ostia     | Gattelli - Perrotta    | Jesolo            | Fenili - Tomatis           |
| 2007 | Lido di Ostia     | Gioria - Momoli        | Jesolo            | Domenghini - Fenili        |
| 2008 | Vasto             | Gattelli - Perrotta    | Jesolo            | Domenghini - Zaytsev       |
| 2009 | Vasto             | Cicolari - Menegatti   | San Salvo         | Nicolai - Varnier          |
| 2010 | San Salvo         | Campanari - Fanella    | Jesolo            | Matteo Ingrosso - Ingrosso |
| 2011 | San Salvo         | Mazzulla - Lo Re       | Jesolo            | Fenili - Giumelli          |
| 2012 | Pescara           | Bacchi - Momoli        | Jesolo            | Casadei - Ficosecco        |

| Anno | Sede finali          | Femminile             | Maschile                    |
| ---- | -------------------- | --------------------- | --------------------------- |
| 2013 | Cesenatico           | Menegatti - Orsi Toth | Lupo - Nicolai              |
| 2014 | Catania              | Menegatti - Orsi Toth | Lupo - Ranghieri            |
| 2015 | Catania              | Cicolari - Momoli     | Carambula - Ranghieri       |
| 2016 | Catania              | Giombini - Menegatti  | Caminati - Rossi            |
| 2017 | Catania              | Giombini - Zuccarelli | Lupo - Nicolai              |
| 2018 | Catania              | Menegatti - Orsi Toth | Caminati - Rossi            |
| 2019 | Caorle               | Toti - Allegretti     | Matteo Ingrosso - Ranghieri |
| 2020 | Caorle               | Breidenbach - Benazzi | Lupo - Nicolai              |
| 2021 | Caorle               | Toti - Allegretti     | Windisch - Cottafava        |
| 2022 | Caorle               | Menegatti - Gottardi  | Abbiati - Andreatta         |
| 2023 | Bellaria-Igea Marina | Breidenbach - Benazzi | Benzi -Bonifazi             |